# Le Cambout
Le Cambout korábbi község Franciaországban, Côtes-d’Armor megyében. Lakosainak száma 408 fő (2022. január 1.). Le Cambout Bréhan, Plumieux, Saint-Étienne-du-Gué-de-l’Isle és Forges de Lanouée községekkel határos.
2025. január 1-jén két másik korábbi községgel egyesült és az így létrejött Plumieux új község része lett.

## Népesség
A település népességének változása:
| Lakosok száma | 718  | 548  | 549  | 544  | 452  | 443  | 434  | 417  | 414  | 408  |
|               | 1968 | 1982 | 1990 | 2006 | 2013 | 2015 | 2017 | 2019 | 2020 | 2022 |